# Overspanning (elektriciteit)
Er is sprake van een overspanning als de spanning op een elektrisch apparaat of elektrotechnische installatie vele malen hoger is dan de nominale spanning, ofwel de spanning waarvoor het ontworpen is. Wanneer er een overspanning optreedt wordt het apparaat of installatie vaak onherstelbaar beschadigd. Vooral elektronische apparatuur is er bijzonder gevoelig voor.
Een overspanning kan veroorzaakt worden door:
- Blikseminslag, direct of verwijderd
- Schakeling op verkeerd net, in de industrie
- Breuk van een van de draden in een net met driefasespanning

De meeste overspanningen worden veroorzaakt door blikseminslag, niet alleen bij een direct inslag maar ook als er blikseminslag plaatsvindt in de omgeving. Via binnenkomende kabels kan de overspanning toch het gebouw binnenkomen en de daar aanwezige apparatuur beschadigen.
Om de apparatuur of installatie te beschermen tegen hoge overspanningen is het noodzakelijk om het apparaat of installatie te voorzien van een overspanningsbeveiliging. Een overspanningsbeveiliging laat de energie van een overspanning naar aarde afleiden en beperkt zo de spanning op de achterliggende apparatuur.